# Metodo degli indivisibili

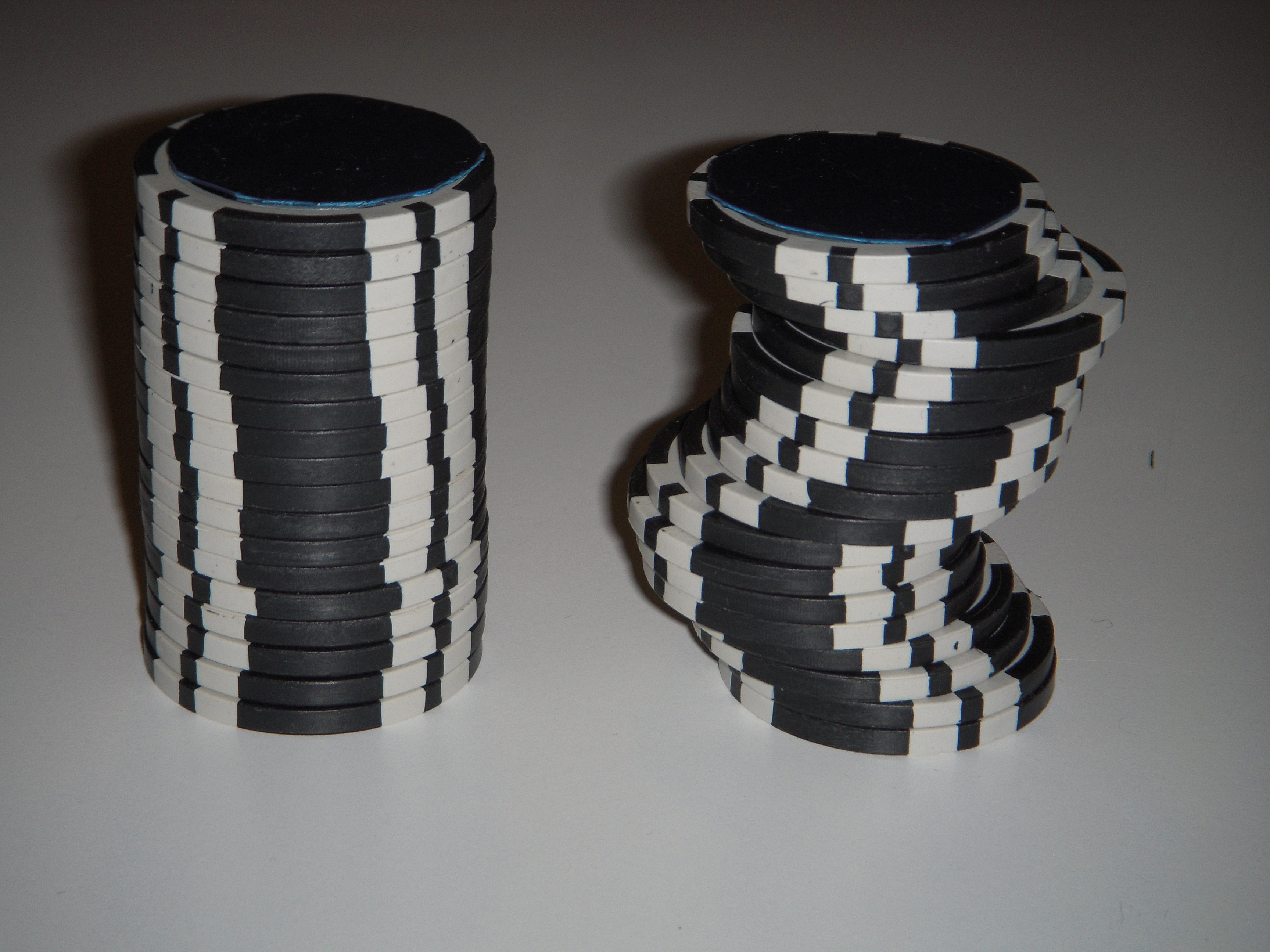
Illustrazione del principio di Cavalieri: due pile di gettoni del medesimo volume tagliate da sezioni piane parallele di uguale area.

In matematica il metodo degli indivisibili è un procedimento introdotto negli anni successivi al 1640 da Bonaventura Cavalieri per il calcolo di aree e volumi e che ha contribuito allo sviluppo del calcolo integrale. Esso si può far derivare dal principio di Cavalieri:
"Se due solidi hanno uguale altezza e se le sezioni tagliate da piani paralleli alle basi e ugualmente distanti da queste stanno sempre in un dato rapporto, anche i volumi dei solidi staranno in questo rapporto."
Questo enunciato, noto anche come principio di Cavalieri degli indivisibili, contiene in sé elementi base del calcolo integrale. Il termine usato da Cavalieri, indivisibile, potrebbe tradursi con l'espressione moderna di figura geometrica di spessore infinitesimo.
Per cercare di giustificare questa affermazione osserviamo come egli dimostrò un teorema che, utilizzando la notazione del calcolo infinitesimale, è equivalente alla formula moderna:
{\displaystyle \int _{0}^{a}x^{n}\,dx={\frac {a^{n+1}}{n+1}}.}
Vediamolo nel piano, nel caso {\displaystyle n=1}: per dimostrare questa formula egli confrontava le potenze dei segmenti di un parallelogramma paralleli alle basi con le corrispondenti potenze dei segmenti dell'uno o dell'altro dei due triangoli in cui la diagonale divide il parallelogramma.
Il parallelogramma {\displaystyle AFDC} viene diviso dalla diagonale {\displaystyle CF} in due triangoli e si considera il segmento {\displaystyle HE} chiamandolo indivisibile del triangolo {\displaystyle CDF} parallelo alla base {\displaystyle CD}. Prendendo {\displaystyle BC=FE} e tracciando {\displaystyle BM} parallelo a {\displaystyle CD} si individua un indivisibile {\displaystyle BM} del triangolo {\displaystyle ACF} il quale è sovrapponibile a {\displaystyle HE} e quindi equivalente ad esso.
È possibile accoppiare tutti gli indivisibili contenuti nel triangolo {\displaystyle CDF} con i corrispondenti indivisibili uguali contenuti nel triangolo {\displaystyle ACF}; i due triangoli hanno dunque aree uguali. Poiché il parallelogramma è la somma degli indivisibili contenuti nei due triangoli, è chiaro che la somma delle prime potenze dei segmenti contenuti in uno dei due triangoli componenti è uguale alla metà della somma delle prime potenze dei segmenti contenuti nel parallelogramma: in termini moderni:{\displaystyle \int _{0}^{a}x\,dx={\frac {a^{2}}{2}}}.
Con ragionamenti simili Cavalieri dimostrò che la somma dei quadrati dei segmenti in un triangolo era 1/3 della somma dei quadrati contenuti nel parallelogramma; per i cubi mostrò che il rapporto era 1/4, fino a giungere nel 1647 all'enunciato generale per le  potenze n-esime.
Questo teorema aprì la strada a numerosi procedimenti di calcolo effettivo (algoritmi) di aree e volumi, procedimenti successivamente inquadrati nel calcolo infinitesimale.
Si possono fare alcuni esempi di calcolo utilizzando il metodo degli indivisibili: si è visto come Cavalieri considerò una figura piana convessa come costituita dalle infinite corde che essa intercetta su un fascio di rette parallele e, successivamente, ciascuna di queste corde come un rettangolo avente per base la corda e un'altezza piccolissima (in linguaggio moderno ogni indivisibile è rappresentato dal prodotto {\displaystyle f(x)dx}, che rappresenta l'area del rettangolo di base {\displaystyle f(x)} e altezza {\displaystyle dx}). Allo stesso modo considerò un solido convesso come costituito dalle sezioni con un sistema di piani paralleli chiamando indivisibile il cilindro avente come base la sezione e altezza piccolissima.

## Esempio 1: Area del triangolo
Un indivisibile è una corda parallela alla base. L'indivisibile distante {\displaystyle x} dal vertice si può scrivere in funzione di {\displaystyle x} (ossia è una {\displaystyle f(x)}).
Per la similitudine dei triangoli {\displaystyle ACB} e {\displaystyle DCE} si ha:
{\displaystyle AB:CH=DE:CK}
cioè
{\displaystyle b:h=f(x):x}
allora
{\displaystyle f(x)={\frac {b\cdot x}{h}}.}
L'area dell'indivisibile è  {\displaystyle {\frac {b\cdot x}{h}}\,dx}.
L'area di ABC è la somma delle aree degli indivisibili così ottenuti, al variare di {\displaystyle x} da {\displaystyle 0} a {\displaystyle h}, cioè:
{\displaystyle \int _{0}^{h}{\frac {b}{h}}\cdot x\,dx={\frac {b}{h}}\cdot \int _{0}^{h}x\,dx={\frac {b}{h}}\cdot {\frac {1}{2}}\cdot h^{2}={\frac {1}{2}}\cdot b\cdot h}
che è la nota formula dell'area del triangolo.

## Esempio 2: Volume del cono
Un indivisibile è un cerchio parallelo alla base, distante {\displaystyle x} dal vertice, di raggio {\displaystyle R} ({\displaystyle =f(x)}).
Per similitudine si ha:
{\displaystyle r:h=f(x):x}
da cui si ottiene
{\displaystyle f(x)={\frac {r}{h}}\cdot x.}
Il volume di tale indivisibile è quello del cilindro di raggio di base {\displaystyle R} e altezza {\displaystyle dx}:   
Il volume del cono è dato dalla somma di tutti gli indivisibili così ottenuti, al variare di {\displaystyle x} da {\displaystyle 0} a {\displaystyle h}, cioè: 
{\displaystyle \int _{0}^{h}\pi {\frac {r^{2}}{h^{2}}}\cdot x^{2}\,dx=\pi {\frac {r^{2}}{h^{2}}}\int _{0}^{h}x^{2}\,dx=\pi {\frac {r^{2}}{h^{2}}}{\frac {1}{3}}h^{3}={\frac {1}{3}}\pi r^{2}h.}

## Esempio 3: Volume della sfera
Un indivisibile, un cerchio parallelo al cerchio massimo, distante {\displaystyle x} dalla superficie sferica, ha raggio {\displaystyle R} che si può calcolare utilizzando il teorema di Pitagora:
{\displaystyle R^{2}=r^{2}-(r-x)^{2}=2rx-x^{2}.}
Il volume dell'indivisibile è quello del cilindro con lo stesso raggio di base e altezza dx:
{\displaystyle \pi (2rx-x^{2})\,dx.}
Il volume della sfera è il doppio della somma di tutti gli indivisibili così ottenuti al variare di {\displaystyle x} da {\displaystyle 0} a {\displaystyle r}, cioè:
{\displaystyle 2\int _{0}^{r}\pi (2rx-x^{2})\,dx=4\pi r\int _{0}^{r}x\,dx-2\pi \int _{0}^{r}x^{2}\,dx=4\pi r{\frac {r^{2}}{2}}-2\pi {\frac {r^{3}}{3}}={\frac {4}{3}}\pi r^{3}.}
Il volume della semisfera è
{\displaystyle {\frac {2}{3}}\pi r^{3}=\pi r^{3}-{\frac {1}{3}}\pi r^{3}}

Semisfera e solido con sezioni della stessa area

cioè è la differenza tra il volume di un cilindro e di un cono aventi entrambi raggio di base e altezza uguale al raggio della sfera; 
sezionando i tre solidi con un medesimo piano variabile, si trovano tre aree di cui quella del cilindro è la somma delle altre due.
Su questi calcoli sono fondati i calcoli del volume della sfera di Galileo e Torricelli.